# Getting Even
Getting Even (Ajuste de cuentas en Hispanoamérica) es una película de aventuras estadounidense de 1986 dirigida por Dwight H. Little y protagonizada por Edward Albert, Joe Don Baker, Audrey Landers y Billy Streater.

## Sinopsis
Un soldado de fortuna roba en Afganistán una muestra de gas utilizado para atacar al enemigo y lo lleva a Estados Unidos para que sea analizado. En su país, un ranchero millonario intentará hacerse con él. 

## Reparto completo
| Actor               | Personaje |
| ------------------- | --------- |
| Edward Albert       |           |
| Joe Don Baker       |           |
| Audrey Landers      |           |
| Billy Streater      |           |
| Blue Deckert        |           |
| Tom Gart            |           |
| Harlan Jordan       |           |
| Angelo Lamonea      |           |
| Michael McHugh      |           |
| Rod Pilloud         |           |
| Dan Shackleford     |           |
| Charles A. Tamburro |           |
| Caroline Williams   |           |
| Paul Napier         |           |

- Datos: Q5554601